# エディ・レッドメイン
エディ・レッドメイン（Eddie Redmayne, 1982年1月6日 - ）は、イギリスの俳優。

## プロフィール
イングランド・ロンドン出身。父のリチャードは銀行の頭取。5人兄弟の第四子で、異母兄チャールズは実業家、兄ジェームズは銀行の重役である。英国一の名門であるイートン校で学ぶ。ウィリアム王子と同級生であった。その後ケンブリッジ大学のトリニティ・カレッジに入学。美術史を専攻。色盲にもかかわらず、現代芸術家のイヴ・クラインが作り出した「インターナショナル・クライン・ブルー」についての論文を執筆し、2003年に優秀な成績で卒業した。
2002年にシェイクスピアズ・グローブで開催された劇『十二夜』の主人公・ヴィオラ役でプロデビュー。
2005年、エドワード・オールビー作の劇『山羊…それって…もしかして…シルビア？』に出演し、劇の新人賞を受賞。
2008年にはバーバリーのモデルを務めた。モデル・女優のカーラ・デルヴィーニュとも雑誌で共演。
2009年のジョン・ローガンによる舞台『Red』でローレンス・オリヴィエ賞助演男優賞とトニー賞を受賞。2012年には、名作ミュージカルを映画化した『レ・ミゼラブル』にマリウス役で出演した。
2010年のテレビミニシリーズ『ダークエイジ・ロマン 大聖堂』ではヘイリー・アトウェルとの大胆なラブシーンに挑戦するなど体当たりの演技を披露。

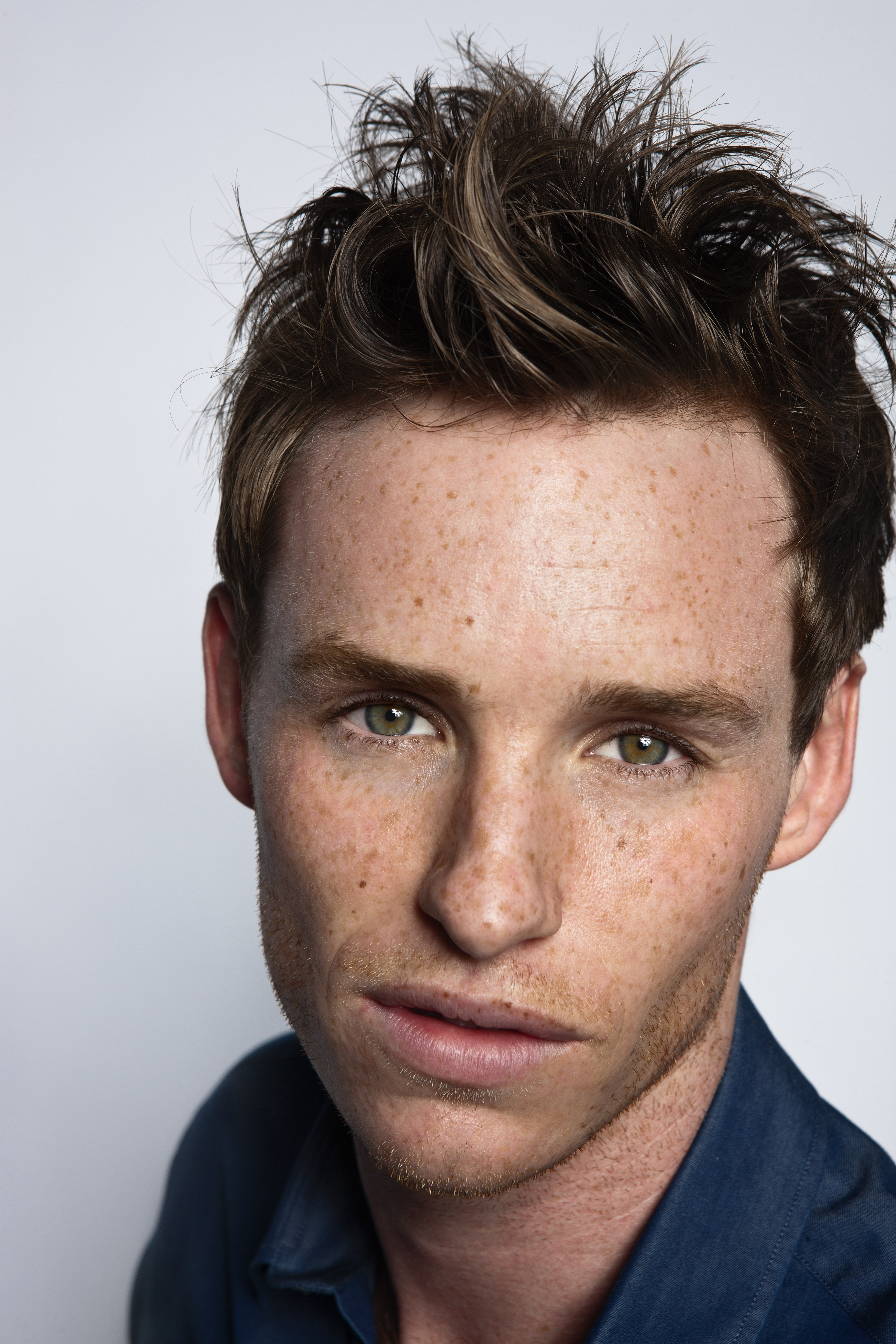
2011年

2013年9月、イギリス版『GQ』誌のGQ Men Of The Year 2013「レミー・マルタン・ブレイクスルー」賞（Rémy Martin Breakthrough Award）、2015年と2016年に英GQ読者が選ぶ男性ベストドレッサー賞を受賞。
2014年、映画教育支援事業の一つであり、世界で最も、大きな若者のための映画祭を開催する「イントゥ・フィルム」に、マイケル・シーンと、『マイティ・ソー』、『シンデレラ』の監督として知られるケネス・ブラナーとともにイギリス大使に就任した。レッドメインはイングランド代表として引き受けた。
2015年2月22日に、物理学者のスティーブン・ホーキングを演じた『博士と彼女のセオリー』で初のアカデミー主演男優賞を受賞したほか、同作品でゴールデングローブ賞主演男優賞、英国アカデミー賞主演男優賞、全米映画俳優組合賞等数々の賞を受賞した。ホーキング本人はこの描写にとても心を打たれ、「ところどころまるで自分をみているようだった」とコメントした。しかし、その翌年にはトランスジェンダーの女性を演じ、フルヌードも披露した『リリーのすべて』でアカデミー主演男優賞にノミネートされる（受賞はならず）一方、『ジュピター』で第36回ゴールデンラズベリー賞の最低助演男優賞を受賞した。
2016年、大英帝国勲章OBEを受章。
2016年から『ファンタスティック・ビースト』シリーズで、主人公のニュート・スキャマンダーを演じている。ちなみに『ハリー・ポッター』シリーズのトム・リドル役のオーディションに落選した経験がある。

## 私生活
妻のハンナ・バグショーとは、レッドメインがイートン校在学中に、同級生らと共にバグショーが通っていた近くの女子校のチャリティー・ファッションショーにモデルとして招かれた際に知り合い、以来十数年に亘って友人関係であった。2012年に交際を始め、2014年12月にイングランド・サマーセットで結婚した。2016年6月15日に第1子女児が誕生し、2018年3月10日には第2子男子が誕生した。

## 出演作品
※太字表記は主演。

### 映画
| 年   | 題名                                                                                         | 役名                                  | 備考 | 吹替               |
| ---- | -------------------------------------------------------------------------------------------- | ------------------------------------- | --- | ------------------ |
| 2006 | ザ・デンジャラス・マインド Like Minds                                                        | アレックス・フォーブス                | 別題『悪魔のルームメイト』 日本劇場未公開 |                    |
| 2006 | グッド・シェパード The Good Shepherd                                                         | エドワード・Jr.                       | |                    |
| 2007 | 美しすぎる母 Savage Grace                                                                    | アントニー・ベークランド              | 入野自由 |                    |
| 2007 | エリザベス:ゴールデン・エイジ Elizabeth: The Golden Age                                      | アンソニー・バビントン                | |                    |
| 2008 | イエロー・ハンカチーフ Yellow Handkerchief                                                   | ゴーディ                              | 細谷佳正 |                    |
| 2008 | ブーリン家の姉妹 The Other Boleyn Girl                                                       | ウィリアム・スタッフォード            | |                    |
| 2009 | エディ・レッドメイン アンダーテイカー 葬る男と4つの事件 Powder Blue                          | クワーティ・ドゥーリトル              | 日本劇場未公開 | （吹き替え版なし） |
| 2009 | ブラック・レコード〜禁じられた記録〜 Glorious 39                                             | ラルフ・キーズ                        | 日本劇場未公開 |                    |
| 2010 | ゴッド・オブ・ウォー 導かれし勇者たち Black Death                                            | オズマンド                            | 日本劇場未公開 | 河本啓佑           |
| 2011 | HICK ルリ13歳の旅 Hick                                                                       | エディ・クリーザー                    | | 細谷佳正           |
| 2011 | マリリン 7日間の恋 My Week with Marilyn                                                      | コリン・クラーク                      | 三宅貴大 |                    |
| 2012 | レ・ミゼラブル Les Misérables                                                                | マリウス・ポンメルシー                | 全米映画俳優組合賞キャスト賞ノミネート | （吹き替え版なし） |
| 2014 | ジュピター Jupiter Ascending                                                                 | バレム王                              | 第36回ゴールデンラズベリー賞・最低助演男優賞 | 平川大輔           |
| 2014 | 博士と彼女のセオリー The Theory of Everything                                                | スティーヴン・ホーキング              | ハリウッド・フィルム・アワード - ブレイクアウト男優賞 第72回ゴールデングローブ賞・主演男優賞（ドラマ部門） 第21回全米俳優組合（SAG）賞・主演男優賞 第87回アカデミー賞・主演男優賞 | 福田賢二           |
| 2015 | きかんしゃトーマス 探せ!!謎の海賊船と失われた宝物 Sodor's Legend of the Lost Treasure        | ライアン                              | 声の出演 日本公開は2016年4月 | DAIGO              |
| 2015 | リリーのすべて The Danish Girl                                                               | アイナー・ヴェイナー / リリー・エルベ | 第88回アカデミー賞・主演男優賞ノミネート 第73回ゴールデングローブ賞・主演男優賞（ドラマ部門）ノミネート 日本公開は2016年3月                                                       | 福田賢二           |
| 2016 | ファンタスティック・ビーストと魔法使いの旅 Fantastic Beasts and Where to Find Them           | ニュート・スキャマンダー              | | 宮野真守           |
| 2018 | アーリーマン 〜ダグと仲間のキックオフ!〜 Early Men                                           | ダグ                                  | 声の出演 | 梶裕貴             |
| 2018 | ファンタスティック・ビーストと黒い魔法使いの誕生 Fantastic Beasts: The Crimes of Grindelwald | ニュート・スキャマンダー              | | 宮野真守           |
| 2019 | イントゥ・ザ・スカイ 気球で未来を変えたふたり The Aeronauts                                  | ジェームズ・グレーシャー              | 川本克彦 |                    |
| 2020 | シカゴ7裁判 The Trial of the Chicago 7                                                       | トム・ヘイデン                        | Netflixオリジナル映画 | 平川大輔           |
| 2022 | ファンタスティック・ビーストとダンブルドアの秘密 Fantastic Beasts: The Secrets of Dumbledore | ニュート・スキャマンダー              | | 宮野真守           |
| 2022 | グッド・ナース The Good Nurse                                                                | チャールズ・“チャーリー”・カレン      | Netflixオリジナル映画 | 福田賢二           |
| TBA  | Panic Carefull                                                                               | TBA                                   | |                    |

### テレビ
| 年   | 題名                                                 | 役名                         | 備考                                             | 吹替     |
| ---- | ---------------------------------------------------- | ---------------------------- | ------------------------------------------------ | -------- |
| 1998 | Animal Ark                                           | ジョン・ハーディ             | 「Bunnies in the Bathroom」                      | N/A      |
| 2003 | Doctors                                              | ロブ・ハントリー             | 「Crescendo」                                    | N/A      |
| 2005 | エリザベス1世 〜愛と陰謀の王宮〜 Elizabeth I         | サウサンプトン               | 後編                                             |          |
| 2008 | テス Tess of the d'Urbervilles                       | エンジェル・クレア           | 計4話出演                                        |          |
| 2010 | ダークエイジ・ロマン 大聖堂 The Pillars of the Earth | ジャック                     | 計8話出演                                        | 加瀬康之 |
| 2012 | 愛の記憶はさえずりとともに Birdsong                  | スティーヴン・レイスフォード | 計2話出演                                        | 福田賢二 |
| 2024 | ジャッカルの日 The Day of the Jackal                 | ジャッカル                   | フレデリック・フォーサイス『ジャッカルの日』原作 | 福田賢二 |